# 顧標 (弘治進士)
顧標（？—？），字□，福建□籍，明朝政治人物。

## 生平
福建鄉試第□名舉人。弘治十八年（1505年）中式乙丑科三甲第九十三名進士。

## 家族
曾祖顧□中；祖父顧□；父顧□，母□氏。